# Белендорф
Белендорф (њем. Behlendorf) општина је у њемачкој савезној држави Шлезвиг-Холштајн. Једно је од 131 општинског средишта округа Херцогтум Лауенбург. Према процјени из 2010. у општини је живјело 395 становника. Посједује регионалну шифру (AGS) 1053008.

## Географски и демографски подаци
Белендорф се налази у савезној држави Шлезвиг-Холштајн у округу Херцогтум Лауенбург. Општина се налази на надморској висини од 38 метара. Површина општине износи 10,3 km². У самом мјесту је, према процјени из 2010. године, живјело 395 становника. Просјечна густина становништва износи 38 становника/km².